# Ernesto Talvi
Ernesto Talvi Pérez (Montevideo, 10 de juny de 1957) és un economista i polític uruguaià. És candidat pel Partit Colorado durant les eleccions presidencials uruguaianes de 2019.